# عابدین جاف
عابدین جاف (۱۳۲۰–۱۳۹۴ میلادی) از شخصیت‌های مهم آیین یارسان و از یاران سلطان سهاک است. از وی اشعاری به کردی سورانی باقی مانده که در دوره عابدین ثبت گشته‌است. وی در شهرزور در خانواده‌ای سنی زاده شد و نزد ملا الیاس شهرزوری و ملا غفور شهرزوری درس خواند، اما بعد به صف یاران سلطان سهاک گروید. اشعار او به سورانی و به وزن هجایی و بیشتر دربارهٔ آیین یارسان است.

## نمونه شعر
| من عاشقی خاوه‌ندکارم          |  | عه‌شقی یاره وا بێعارم    |
| ئه‌من گراو شاو چوار یارم      |  | نوختهٔ خودا له‌سه‌ر زارم   |
| ئه‌ز که وێڵ بووم له جێ و شارم |  | به‌ڵه‌دمی کرد شای شاسوارم |